# Volker Zerbe
Volker Zerbe (* 30. Juni 1968 in Lemgo) ist ein ehemaliger deutscher Handballspieler. Er spielte im rechten Rückraum und als zentraler Deckungsspieler.

## Biografie

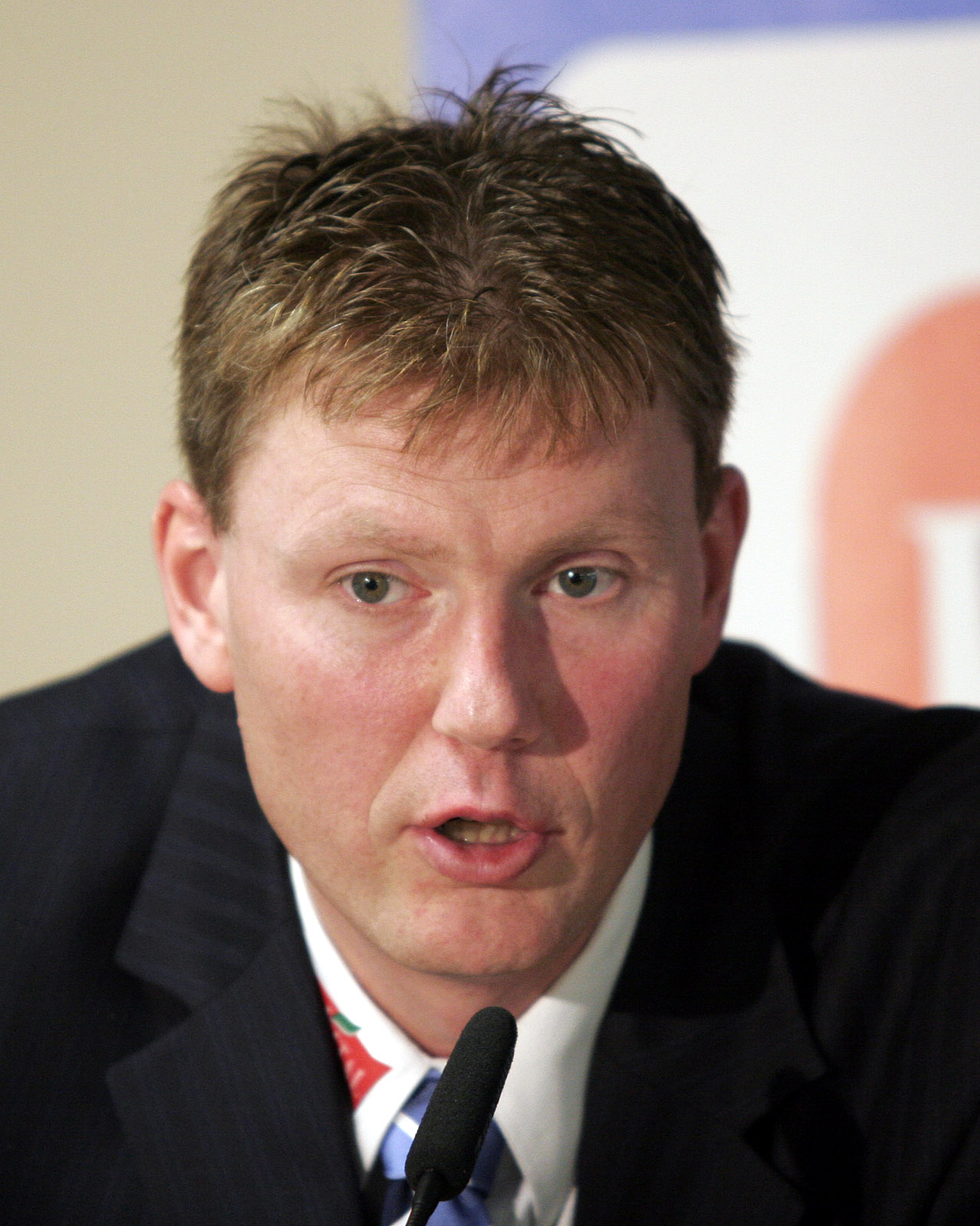
Volker Zerbe als Geschäftsführer des TBV Lemgo

Volker Zerbe besuchte das Engelbert-Kaempfer-Gymnasium in Lemgo und machte dort auch sein Abitur.
Bis 1984 spielte der Linkshänder beim TV Lemgo und wechselte dann in die Jugend des TBV Lemgo, wo er während seiner gesamten Profi-Laufbahn in der Handball-Bundesliga von 1986 bis 2006 spielte. Seit 1996 war er Kapitän der Mannschaft. Er galt als einer der weltbesten Abwehrspieler. In 586 Spielen in der ersten Bundesliga warf er 1977 Tore, davon 3 Siebenmeter. Er ist damit der Feldspieler mit den zweitmeisten Bundesliga-Einsätzen, der siebtbeste Torschütze der Bundesligageschichte und der drittbeste Feldtorschütze. Mit insgesamt 1018 Strafminuten hält er den Bundesliga-Rekord.
Bei den Olympischen Spielen 2004 in Athen gewann er mit der Mannschaft die Silbermedaille und wurde dafür – ebenfalls mit der Mannschaft – am 16. März 2005 mit dem Silbernen Lorbeerblatt ausgezeichnet.
Für die Nationalmannschaft warf Zerbe in 284 Einsätzen 777 Tore.
Am 4. Juni 2006 beendete er mit einem Abschiedsspiel seine Karriere als aktiver Handballspieler. Zerbes Rückennummer 11 wurde beim TBV Lemgo erst wieder im Februar 2009 an Holger Glandorf vergeben. Außerdem wurde die Heldmanskamphalle in Lemgo in „Volker-Zerbe-Halle“ umbenannt.
Auch nach dem Ende der Karriere als Aktiver blieb Volker Zerbe dem Handball in verschiedenen Positionen erhalten. Er wurde zum WM-Botschafter für die Region Ostwestfalen-Lippe ernannt und war seit der Saison 2006/07 im Management des TBV Lemgo als Geschäftsführer und Sportlicher Leiter tätig. Außerdem übernahm er beim TBV Lemgo nach der Entlassung Volker Mudrows im Januar 2007 das Amt des Interimstrainers, das er auch in der Saison 2007/08 nach der Entlassung Peter Meisingers als Cheftrainer Ende Oktober 2007 bis zum Jahresende bekleidete. Zum 1. Januar 2008 konnte er seinen ehemaligen Vereins- und Nationalmannschaftskollegen Markus Baur als Trainer verpflichten. 2012 wurde sein Vertrag beim TBV Lemgo aufgelöst. Seit Juli 2013 ist Zerbe Sportkoordinator bei den Füchsen Berlin. In der Saison 2013/14 lief er für die zweite Mannschaft der Füchse Berlin auf.
Sein Neffe Lukas Zerbe ist ebenfalls Handballspieler und spielt beim THW Kiel.

## Erfolge
- Deutscher Meister 1997 und 2003
- Deutscher Pokalsieger 1995, 1997 und 2002
- Europapokalsieger der Pokalsieger 1996
- Vize-Europameister 2002
- 5. Platz bei den Olympischen Spielen 2000
- Vizeweltmeister 2003
- Europameister 2004
- Berufung in das Allstar-Team der Europameisterschaft 2004.
- Silbermedaille bei den Olympischen Spielen 2004
- EHF-Pokal-Sieger 2006